# União económica e monetária
Uma união económica (português europeu) ou econômica (português brasileiro) e monetária é um mercado comum dotado de uma moeda única. Não deve ser confundida com uma simples união monetária (como o franco CFA), que não envolve um mercado comum.
Essa fase pressupõe a existência de um mercado comum em pleno funcionamento. Consiste na coordenação das políticas econômicas dos países membros e na criação de um único banco central para emitir a moeda que será utilizada por todos, que é o caso da União Europeia.

## União Europeia
A União Económica Monetária da União Europeia (UEM) tem como principal objetivo a implementação da moeda única. A UEM teve início em 1990 e está dividida em três fases, cada uma com objetivos determinados:
- 1.ª Fase: (1 de Julho de 1990 — 31 de Dezembro de 1991) - Início da livre circulação de capitais;
- 2.ª Fase: (1 de Janeiro de 1994 — 31 de Dezembro de 1997) - Esta etapa é de transição e ajustes das políticas econômicas e monetárias;
- 3.ª Fase: (1 de Janeiro de 1999 — 1 de Julho de 2002) - Fixação das taxas de câmbio, entrada em funcionamento Banco Central Europeu (BCE) e introdução da moeda única, o Euro.

Isto somente ocorre em países de alto desenvolvimento e o valor da moeda é alto e o Produto Nacional Bruto também, 